# Kathrin Jansen
Pour les articles homonymes, voir Jansen.
Kathrin U. Jansen (née en 1958) est une virologue allemande. En 2020, elle est responsable de la recherche et du développement des vaccins chez Pfizer.

## Liminaire
Kathrin Jansen a précédemment dirigé le développement du VPH (Gardasil) et des versions plus récentes du vaccin antipneumococcique conjugué (Prevnar), et travaille avec BioNTech pour créer un vaccin contre le COVID-19 utilisant l'ARNm (vaccin Pfizer-BioNTech COVID-19) qui a été approuvé pour une autorisation d'utilisation d'urgence aux États-Unis le 11 décembre 2020.

## Biographie
Kathrin Jansen naît à Erfurt, en Allemagne de l'Est,. Elle était souvent malade lorsqu'elle était enfant et souffrait de plusieurs infections de la gorge. Le traitement médical qu'elle a reçu de son père (antibiotiques, codéine) l'a incitée à poursuivre une carrière dans le développement de médicaments. 
Sa famille a fui en Allemagne de l'Ouest avant la construction du mur de Berlin en 1961. Pour la transporter à travers la frontière, sa tante a prétendu qu'elle était son enfant, lui donnant des somnifères pour qu'elle ne se réveille pas et ne dise pas la vérité à la patrouille frontalière. Sa famille s'installe à Marl, en Rhénanie du Nord-Westphalie. Elle étudie la biologie à l'université de Marbourg, avec l'espoir de travailler dans l'industrie pharmaceutique. Alors qu'elle était étudiante, Rudolf K. Thauer arrive à l'université et crée un département de microbiologie. Elle termine son doctorat à l'université de Marburg, où elle étudie les voies chimiques dans les bactéries,. Après avoir obtenu son diplôme, elle est acceptée à l'université Cornell en tant que stagiaire postdoctorale de la Fondation Alexander von Humboldt où elle étudie la fonction du récepteur de l'acétylcholine avec George Paul Hess,. En particulier, Kathrin Jansen se concentre sur l'expression par les levures de récepteurs neuronaux multi-sous-unités.
En 2009, Pfizer acquiert Wyeth, où elle travaille comme présidente adjointe senior du département pharmaceutique. 
Pendant la pandémie de Covid-19, elle supervise le développement d'un vaccin contre la COVID-19 dans les laboratoires de la société Pfizer,. Elle étudie quatre candidats, avant de soutenir un accord de recherche et production avec la société BioNTech dans le but de trouver un vaccin avec le meilleur potentiel,. Pour mesurer l'efficacité du vaccin développé en collaboration avec BioNTech, l'équipe de Jansen collabore avec la Food and Drug Administration américaine, menant entre autres une étude clinique sur 30 000 patients. En juillet 2020, Jansen annonce que les essais cliniques  sont prometteurs, ce qui mène à une augmentation de la valeur boursière de Pfizer.

## Publications
(Liste incomplète)
- (en) Aubry, Pochon, Graber et Jansen, « CD21 is a ligand for CD23 and regulates IgE production », Nature, vol. 358, no 6386,‎ 1992, p. 505–507 (ISSN 1476-4687, PMID 1386409, DOI 10.1038/358505a0, Bibcode 1992Natur.358..505A, lire en ligne)
- (en) Jansen, Rosolowsky, Schultz et Markus, « Vaccination with yeast-expressed cottontail rabbit papillomavirus (CRPV) virus-like particles protects rabbits from CRPV-induced papilloma formation », Vaccine, vol. 13, no 16,‎ 1er janvier 1995, p. 1509–1514 (ISSN 0264-410X, PMID 8578834, DOI 10.1016/0264-410X(95)00103-8, lire en ligne)
- Koutsky, Ault, Wheeler et Brown, « A Controlled Trial of a Human Papillomavirus Type 16 Vaccine », New England Journal of Medicine, vol. 347, no 21,‎ 21 novembre 2002, p. 1645–1651 (ISSN 0028-4793, PMID 12444178, DOI 10.1056/NEJMoa020586, lire en ligne)